# Золотокіс білогорлий
Золотокіс білогорлий (Cossypha humeralis) — вид горобцеподібних птахів родини мухоловкових (Muscicapidae). Мешкає в Південній Африці.

## Поширення і екологія
Білогорлі золотокоси поширені в Зімбабве, Мозамбіку, Ботсвані, Південно-Африканській Республіці та Есватіні. Вони живуть в сухих субтропічних і тропічних лісах, в чагарникових заростях, в садах і на пасовиськах.

## Раціон
Білогорлі золотокоси харчуються комахами, іншими безхребетними, а також плодами рослин Capparis tomentosa, Antidesma venosum, Grewia microthyrsa, Euclea divinorum та Euclea racemosa.

## Розмноження
Сезон розмноження розпочинається весною, в жовтні-листопаді. Гніздо розміщується на землі або близько до землі, наприклад, в трухлявому пні. Воно чашоподібне, зроблене з хмизу, трави і листя. В кладці 2-3 яйця. Насиджує лише самиця, інкубаційний період триває 14-15 днів. І самець, і самиця піклуються про пташенят. Пташенята покидають гніздо через 2 тижні, однак батьки продовжують піклуватися про них ще 6-7 тижнів. Іноді білогорлі золотокоси стають жертвою гніздового паразитизму з боку червоноволої зозулі.